# Marek Papszun
Marek Papszun (Varsavia, 8 agosto 1974) è un allenatore di calcio polacco, tecnico del Raków Częstochowa.

## Palmarès

### Club

#### Competizioni nazionali
- Campionato polacco di seconda divisione: 1

Raków Częstochowa: 2018-2019
- Coppa di Polonia: 2

Raków Częstochowa: 2020-2021, 2021-2022
- Supercoppa di Polonia: 2

Raków Częstochowa: 2021, 2022
- Campionato polacco: 1

Raków Częstochowa: 2022-2023

### Individuale
- Allenatore dell'anno dell'Ekstraklasa: 1

2021